# الدعارة في ألمانيا

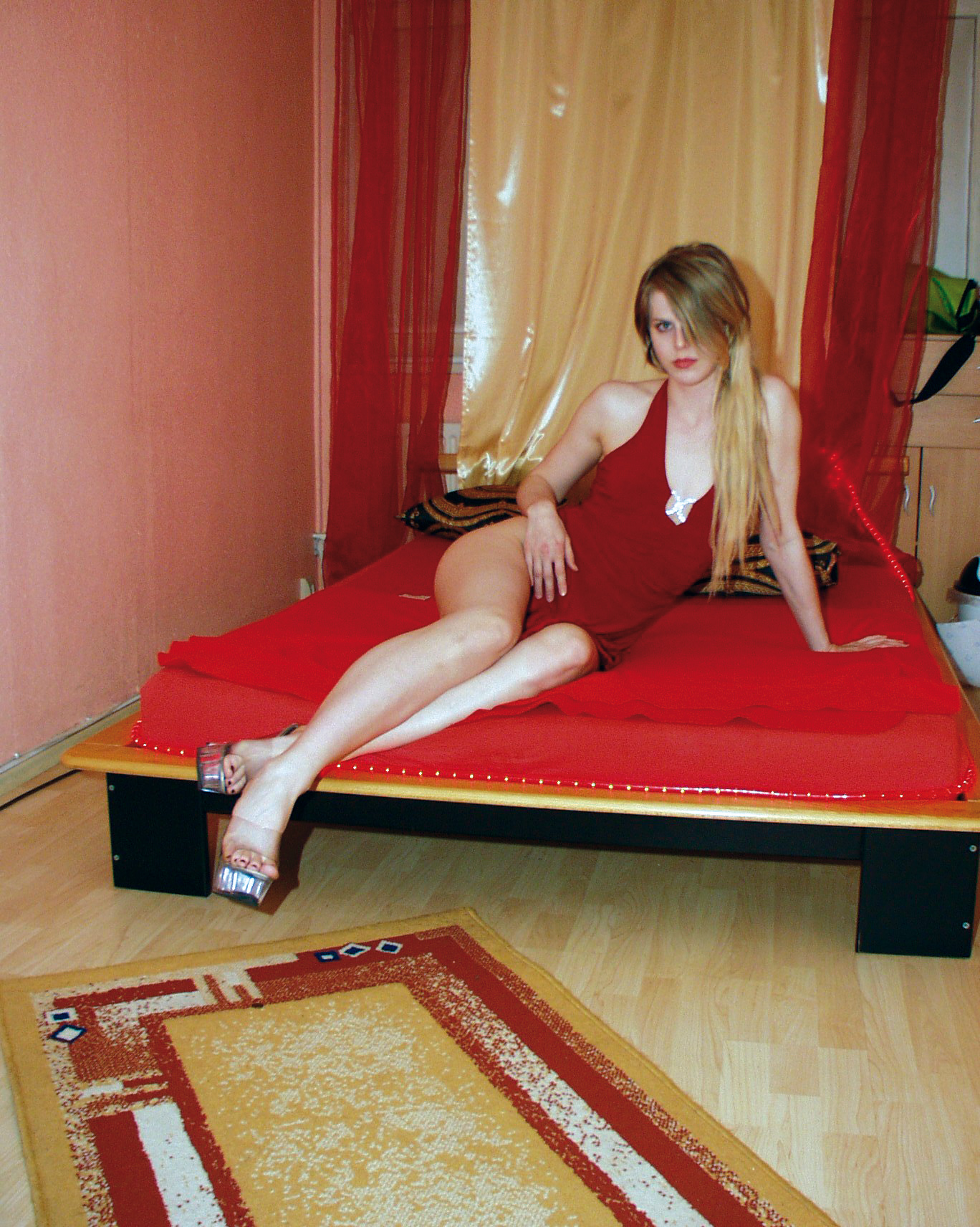
بائعة هوى في بيت دعارة.

الدعارة في ألمانيا قانونية بما في ذلك بيوت الدعارة ويتم تنظيمها من قبل الحكومة الألمانية وتفرض الدولة ضرائب على صناعة الجنس. يتم وصم العاملين في ذلك المجال من قبل المجتمع الألماني بالعار ونتيجة لذلك العديد من العاملين في ذلك المجال يعيشون حياة مزدوجة.